# 王舜 (隋朝)
孝女王舜（?—?），赵郡人，隋朝人物，王子春之女。
王子春与从兄王长忻不和，北齐灭亡之际，王长忻与其妻同谋杀害王子春。王舜时年七岁，有两个妹妹，王粲五岁，王璠二岁，都成了孤儿，寄养在亲戚家。王舜抚养二妹，亲情深厚。王舜暗中有复仇之心，王长忻没有防备。姊妹都长大了，亲戚想要她们出嫁，都拒绝不从。于是秘密对二妹说：“我没有兄弟，致使父仇不复。我们虽是女子，活着干什么？我想和你们一起报复，你们意下如何？”二妹都哭着说：“唯姊所命。”当夜，姊妹各持刀翻墙而入，手刃王长忻夫妻，以告父墓。然后到县里请罪，姊妹争为首谋，州县不能判决。隋文帝听说後赞叹，特赦免了她们的罪。

## 延伸阅读
[在维基数据编辑]
 《北史·卷091》，出自李延壽《北史》
 《隋書·卷80》，出自魏徵《隋书》